# Гассер, Анна
А́нна Га́ссер (нем. Anna Gasser; род. 16 августа 1991 года, Филлах, Австрия) — австрийская сноубордистка, двукратная олимпийская чемпионка в биг-эйре (2018 и 2022), серебряный призёр чемпионата мира 2015 года в слоупстайле, победительница этапов Кубка мира в биг-эйре. Участница Олимпийских игр 2014 года в слоупстайле.
В Кубке мира дебютировала 11 января 2013 года. Первые победы одержала в сезоне 2016/17, когда выиграла три подряд этапа в биг-эйре в Милане, Пхёнчхане и Мёнхенгладбахе.

## Спортивная карьера

### Результаты выступлений в Кубке мира
| 2012-13 Итоги (AFU) | 2012-13 Итоги (AFU) | Купер | ЧМ Стоунхем | Сочи | Шпиндлерув-Млин | Сьерра-Невада |
| Очков               | Место               | С-С   | С-С         | C-C  | С-С             | C-C           |
| 308                 | 48                  | 40    | 18          | canc | 9               | -             |

| 2013-14 Итоги (AFU) | 2013-14 Итоги (AFU) | Кардона | Купер | Стоунхем | ОИ Сочи | Крайшберг |
| Очков               | Место               | C-C     | C-C   | C-C      | C-C     | C-C       |
| 1119                | 13                  | 4       | 37    | 3        | 10      | -         |

| 2014-15 Итоги (AFU) | 2014-15 Итоги (AFU) | ЧМ Крайшберг | Стоунхем | Парк-Сити | Шпиндлерув-Млин |
| Очков               | Место               | С-С          | С-С      | C-C       | С-С             |
| -                   | -                   | 2            |          |           |                 |